# آدولف (فیلم)
آدولف (انگلیسی: Adolphe) فیلمی به کارگردانی بنوآ ژکو محصول سال ۲۰۰۲ کشور فرانسه است.